# Tineovertex melliflua
Tineovertex melliflua är en fjärilsart som beskrevs av Edward Meyrick 1911. Tineovertex melliflua ingår i släktet Tineovertex och familjen äkta malar.
Artens utbredningsområde är Sri Lanka. Inga underarter finns listade i Catalogue of Life.